# Saint-Julien-aux-Bois
Saint-Julien-aux-Bois is een gemeente in het Franse departement Corrèze (regio Nouvelle-Aquitaine) en telt 490 inwoners (2005). De plaats maakt deel uit van het arrondissement Tulle.

## Geografie
De oppervlakte van Saint-Julien-aux-Bois bedraagt 44,9 km², de bevolkingsdichtheid is 10,9 inwoners per km².
De onderstaande kaart toont de ligging van Saint-Julien-aux-Bois met de belangrijkste infrastructuur en aangrenzende gemeenten.

## Demografie
Onderstaande figuur toont het verloop van het inwonertal (bron: INSEE-tellingen).